# Episymploce talinasensis
Episymploce talinasensis är en kackerlacksart som först beskrevs av Roth, L. M. 1984.  Episymploce talinasensis ingår i släktet Episymploce och familjen småkackerlackor.
Artens utbredningsområde är Filippinerna. Inga underarter finns listade i Catalogue of Life.